# As Pontes de García Rodríguez
As Pontes de García Rodríguez is een gemeente in de Spaanse provincie A Coruña in de regio Galicië met een oppervlakte van 249,4 km². In 2004 telde As Pontes de García Rodríguez 11.911 inwoners.

## Demografische ontwikkeling
Bron: INE; 1857-2011: volkstellingen

## Sport
In 2023 werd in As Pontes een veldrit verreden die meedeed voor de Spaanse Beker veldrijden. Jens Dekker won bij de mannen elite en Laura Verdonschot bij de vrouwen elite.

## Geboren
- Miguel Alvariño (1994), boogschutter

Abegondo · Ames · Aranga · Ares · Arteixo · Arzúa · A Baña · Bergondo · Betanzos · Boimorto · Boiro · Boqueixón ·  Brión · Cabana de Bergantiños · Cabanas · Camariñas · Cambre · A Capela · Carballo · Cariño · Carnota · Carral · Cedeira · Cee · Cerceda · Cerdido · Coirós · Corcubión · Coristanco ·  A Coruña · Culleredo · Curtis · Dodro · Dumbría · Fene · Ferrol · Fisterra · Frades · Irixoa · A Laracha · Laxe · Lousame · Malpica de Bergantiños · Mañón · Mazaricos · Melide · Mesía · Miño · Moeche · Monfero · Mugardos · Muros · Muxía · Narón · Neda · Negreira · Noia · Oleiros · Ordes · Oroso · Ortigueira · Outes · Oza-Cesuras · Paderne · Padrón · O Pino · A Pobra do Caramiñal · Ponteceso · Pontedeume · As Pontes de García Rodríguez · Porto do Son · Rianxo · Ribeira · Rois · Sada · San Sadurniño · Santa Comba · Santiago de Compostella · Santiso · Sobrado · As Somozas · Teo · Toques · Tordoia · Touro · Trazo · Val do Dubra · Valdoviño · Vedra · Vilarmaior · Vilasantar · Vimianzo · Zas